# إدارة المخاطر
إدارة المخاطر أو إدارة المجازفة أو إدارة الخطر (بالإنجليزية: Risk Management)‏ هي عملية قياس وتقييم للمخاطر وتطوير إستراتيجيات لإدارتها. تتضمن هذه الإستراتيجيات نقل المخاطر إلى جهة أخرى وتجنبها وتقليل آثارها السلبية وقبول بعض أو كل تبعاتها. كما يمكن تعريفها بأنها النشاط الإداري الذي يهدف إلى التحكم بالمخاطر وتخفيضها إلى مستويات مقبولة. وبشكل أدق هي عملية تحديد وقياس والسيطرة وتخفيض المخاطر التي تواجه الشركة أو المؤسسة.

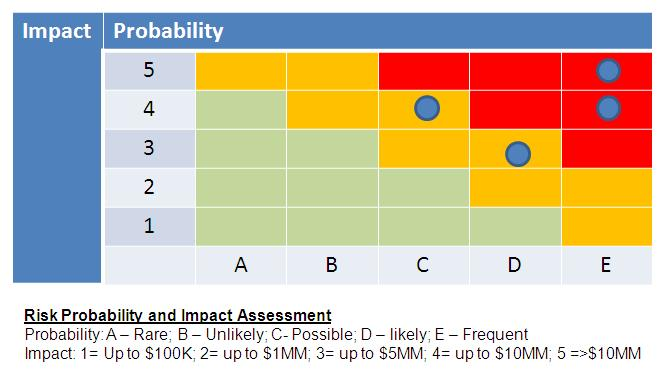

## مبادئ
المخاطرة (Risk) وحسب تعريف (ISO/IEC Guide 73) هو عبارة عن ربط بين احتمال وقوع حدث والآثار المترتبة على حدوثه.
إن إدارة المخاطر التقليدية تركز على المخاطر الناتجة عن أسباب مادية أو قانونية (مثال: الكوارث الطبيعية أو الحرائق، الحوادث، الموت والدعاوى القضائية) ومن جهة أخرى فإن إدارة المخاطر المالية تركز على تلك المخاطر التي يمكن إدارتها باستخدام أدوات المقايضة المالية. بغض النظر عن نوع إدارة المخاطر، فإن جميع الشركات الكبرى وكذلك المجموعات والشركات الصغرى لديها فريق مختص بإدارة المخاطر.
في حالة إدارة المخاطر المثالية، تتبع عملية إعطاء الأولويات، بحيث أن المخاطر ذات الخسائر الكبيرة واحتمالية حدوث عالية تعالج أولا بينما المخاطر ذات الخسائر الأقل واحتمالية حدوث أقل تعالج فيما بعد. عمليا قد تكون هذه العملية صعبة جدا، كما أن الموازنة ما بين المخاطر ذات الاحتمالية العالية والخسائر القليلة مقابل المخاطر ذات الاحتمالية القليلة والخسائر العالية قد يتم توليها بشكل سيئ.
إدارة المخاطر غير الملموسة تعرف نوع جديد من المخاطر وهي تلك التي تكون احتمالية حدوثها 100% ولكن يتم تجاهلها من قبل المؤسسة وذلك بسبب الافتقار لمقدرة التعرف عليها. ومثال على ذلك، مخاطر المعرفة والتي تحدث عند تطبيق معرفة ناقصة. وكذلك مخاطر العلاقات وتحدث عند وجود تعاون غير فعال. إن هذه المخاطر جميعها تقلل بشكل مباشر إنتاجية العاملين في المعرفة وتقلل فعالية الإنفاق والربح والخدمة والنوعية والسمعة ونوعية المكاسب.
كذلك تواجه إدارة المخاطر صعوبات في تخصيص وتوزيع المصادر وهذا يوضح فكرة تكلفة الفرصة حيث أن بعض المصادر التي تنفق على إدارة المخاطر كان من الممكن أن تستغل في نشاطات أكثر ربحا. ومرة أخرى فإن عملية إدارة المخاطر المثالية تقلل الإنفاق في الوقت الذي تقلل فيه النتائج السلبية للمخاطر إلى أقصى حد ممكن.
إن إدارة المخاطر يجب أن تتكامل مع ثقافة المؤسسة ومع السياسة والبرامج الفعالة للإدارة العليا. يجب أن تترجم إدارة المخاطر الإستراتيجيات إلى أهداف عملية وتكتيكية وان تحدد المسؤوليات خلال المؤسسة لكل مدير وموظف مسؤول عن إدارة المخاطر كجزء من وصفه الوظيفي.

## خطوات عملية إدارة المخاطر
التحضير
و يتضمن التخطيط للعملية ورسم خريطة نطاق العمل والأساس الذي سيعتمد في تقييم المخاطر وكذلك تعريف إطار للعملية وأجندة للتحليل كما هو مبين في الشكل أدناه.
تحديد المخاطر
في هذه المرحلة يتم التعرف على المخاطر ذات الأهمية. المخاطر هي عبارة عن أحداث عند حصولها تؤدي إلى مشاكل وعليه يمكن أن يبدأ التعرف إلى المخاطر من مصدر المشاكل أو المشكلة بحد ذاتها.
عندما تعرف المشكلة أو مصدرها فإن الحوادث التي تنتج عن هذا المصدر أو تلك التي قد تقود إلى مشكلة يمكن البحث فيها.
التعرف على المخاطر
ويتم ذلك عن طريق:
- التحديد المعتمد على الأهداف: إن المنظمات والفرق العاملة على مشروع ما جميعها لديها أهداف، فأي حدث يعرض تحقيق هذه الأهداف إلى خطر سواء جزئيا أو كليا يعتبر خطورة.
- التحديد المعتمد على السيناريو: في عملية تحليل السيناريو يتم خلق سيناريوهات مختلفة قد تكون طرق بديلة لتحقيق هدف ما أو تحليل للتفاعل بين القوى في سوق أو معركة، لذا فإن أي حدث يولد سيناريو مختلف عن الذي تم تصوره وغير مرغوب به، يعرف على أنه خطورة.
- التحديد المعتمد على التصنيف: وهو عبارة عن تفصيل جميع المصادر المحتملة للمخاطر.
- مراجعة المخاطر الشائعة: في العديد من المؤسسات هناك قوائم بالمخاطر المحتملة.

التقييم
بعد التعرف على المخاطر المحتملة يجب أن تجرى عملية تقييم لها من حيث شدتها في إحداث الخسائر واحتمالية حدوثها. أحيانا يكون من السهل قياس هذه الكميات وأحيانا أخرى يتعذر قياسها.
صعوبة تقييم المخاطر تكمن في تحديد معدل حدوثها حيث أن المعلومات الإحصائية عن الحوادث السابقة ليست دائما متوفرة. وكذلك فإن تقييم شدة النتائج عادة ما يكون صعب في حالة الموجودات غير المادية.

## كيفية التعامل مع المخاطر
بعد أن تتم عملية التعرف على المخاطر وتقييمها فإن جميع التقنيات المستخدمة للتعامل معها تقع ضمن واحدة أو أكثر من أربع مجموعات رئيسية:
1) التجنب : وتعني إيقاف النشاطات التي تؤدي إلى حدوث خطر ما. ومثال على ذلك القيام بإيقاف منتج، أو نشاط ذو مخاطر فعليه كبيرة، مثال لو كان هناك أحد البنوك وله فرع يتم السطو عليه يومياً فيتم العمل على إغلاق الفرع، ويتم اللجوء إلى هذه التقنية عندما تكون الخسائر المتأتية من المنتج أعلى من العائد.
2) النقل : حيث يتم في هذه الحالة العمل على نقل أثر المخاطرة إلى جهة أو طرف آخر ومثال عليها التأمين أو نقل المهمة لطرف ثالث يقوم بتنفيذ المهمة، ويتم اللجوء إلى هذه الوسيلة في حال كان الأثر في حال وقوع الحادث مرتفع جداً ولكن الإحتمالية منخفضة كثيراً مثال اللجوؤ إلى التأمين ضد أخطار الحريق ويكون ذلك في حال أن إحتمالية حدوث حريق قليلة جداً «لم يسبق أن حدثت» أو وقوع زلزال لكن في حال تحقق هذا الخطر فستكون الأثار عالية جداً .
3) التقليص : ويقصد في هذه الحالة العمل على إدارة الخطر بوضع إجراءات رقابية تضمن العمل على خفض كل من إحتمالية الحدوث ونتيجة الخطر في حال وقوعه.
4) القبول: أي قبول المخاطرة كما هي من دون وضع أي إجراءا وذلك يكون في حال وقوع المخاطرة فإن الأثر منخفض جداً وإحتمالية الحدوث منخفضة.

## وضع الخطة
و تتضمن أخذ قرارات تتعلق باختيار مجموعة الطرق التي ستتبع للتعامل مع المخاطر، وكل قرار يجب أن يسجل ويوافق عليه من قبل المستوى الإداري المناسب.
على الخطة أن تقترح وسائل تحكم أمنية تكون منطقية وقابلة للتطبيق من اجل إدارة المخاطر. وكمثال على ذلك يمكن تخفيف مخاطر الفيروسات التي تتعرض لها الكمبيوترات من خلال استخدام برامج مضادة للفيروسات.

## التنفيذ
و يتم في هذه المرحلة إتباع الطرق المخطط ان تستخدم في التخفيف من أثار المخاطر. يجب استخدام التأمين في حالة المخاطر التي يمكن نقلها إلى شركة تأمين. وكذلك يتم تجنب المخاطر التي يمكن تجنبها دون التضحية بأهداف السلطة كما ويتم التقليل من المخاطر الأخرى والباقي يتم الاحتفاظ به.